# Microsericaria atropicta
Microsericaria atropicta är en skalbaggsart som beskrevs av Moser 1915. Microsericaria atropicta ingår i släktet Microsericaria och familjen Melolonthidae. Inga underarter finns listade i Catalogue of Life.